# Балаклава (Південна Австралія)
Балаклава (англ. Balaklava) — місто (населення 2048, індекс 5461), що розташоване в Південній Австралії, за 92 кілометри на північ від Аделаїди в регіоні Середньої Півночі. Воно розташоване на південному березі річки Вейкфілд, за 25 кілометрів (16 миль) на схід від порту Вейкфілд.

## Історія
З доісторичних часів район Балаклави знаходився поблизу кордонів народів каурна і пераманк. Першими європейцями, які перетнули цей район, були Джон Гілл і Томас Берр. 29 квітня 1840 року вони відкрили Алмазне озеро і розташувалися табором біля Овена. Першими європейськими поселенцями в цьому районі були Джеймс і Мері Данн, які в 1850 році відкрили готель для обслуговування запряжників, які возили мідну руду по Галф-роуд між шахтою Бурра та експортним портом Порт-Вейкфілд.
Перевезення мідної руди по Галф-роуд раптово припинилися в 1857 році, коли залізниця з'єднала Голер з Порт-Аделаїдою, що забезпечило більш економічний шлях для експорту руди. Вантажі запряжника змінилися потоком пасовищних продуктів до Порт-Вейкфілда, головним чином вовни та зерна. Місто було закладено Чарльзом Фішером у 1869 році та названо на честь Балаклавської сотні, яка, у свою чергу, була названа на честь Балаклавської битви. Він побудував великі склади зерна на трамваї від Гойлетона до порту в Порт-Вейкфілді, маючи намір заохотити фермерів селитися поблизу міста. Першим готелем, зведеним в новому селищі Балаклава, був готель «Балаклава», пізніше названий «Роял». Томас Сейнт позичив фінанси у Томаса Джеймса Ментона та подав заявку на отримання ліцензії власника готелю 17 листопада 1870 року, а 4 квітня 1871 року отримав ліцензію № 17 від 1871 року.
Балаклава була першою на вузькоколійній залізничній лінії Порт-Вейкфілд завширшки 1067 мм (3 фути 6 дюймів), яка являла собою ізольовану кінну трамвайну лінію, що вела вглиб країни через Балаклаву до Гойлетона. Згодом вона перейшла у власність Південно-Австралійських залізниць і була переведена на парову тягу, а також розширена з обох кінців. Пізніше Балаклава вважалася частиною залізничної лінії Гладстона з пересадкою в Порт-Вейкфілді. Лінія до Балаклави від мосту Хемлі (що з'єднує з Аделаїдою) відкрилася в 1878 році. У 1927 році вона була переведена на широку колію 1 600 мм (5 футів 3 дюйми) і проіснувала до Балаклави до 2002 року. Останнім вантажем на лінії було зерно навалом у 2004 році.
Оскільки залізнична станція Балаклави спочатку була на лінії Порт-Вейкфілд — Гойлетон, до того, як була побудована залізниця від мосту Гемлі, і ця лінія в'їжджала в місто з південного сходу, потягам, які рухалися за маршрутом між Гладстоном і Аделаїдою, потрібно було змінити напрямок у Балаклаві, оскільки і північна, і південна лінії входили на станцію зі сходу, а Порт-Вейкфілд знаходився на заході.
Спочатку назва міста писалася Balaclava.
У Балаклаві живе ветеран ядерної кампанії Ейвон Гадсон.
У Балаклаві народився та навчався в Балаклавській середній школі Стіл Голл, прем'єр-міністр Південної Австралії в 1968—1970 рр., а пізніше федеральний політик.

## Географія
До сусідніх з Балаклавою міст належать:
- Оберн
- Бліт
- Клер
- Галбері
- Маллала
- Овен
- Порт-Вейкфілд
- Сноутаун
- Гемлі-Брідж

## Управління
Балаклава є адміністративним центром місцевого самоврядування Регіональної ради Вейкфілда та розташована у виборчому окрузі штату Фром і федеральному виборчому округу Грей.

## Освіта
У селищі Балаклава є чотири навчальних заклади:
- Балаклавський громадський дитячий центр
- Балаклавська початкова школа
- Балаклавська середня школа
- Християнська школа «Балаклавський горизонт».

## Медіа
Місцева газета Plains Producer виходить у регіоні з 25 вересня 1903 року. Протягом свого життя вона еволюціонувала через низку змін назв:
- спочатку відома як Central Advocate
- 10 вересня 1909 року перейменовано на Wooroora Producer (з підзаголовком: «включаючи Central Advocate і The Hamley Bridge Express»)
- 4 липня 1940 року перейменована на The Producer (з підзаголовком: "до якого входять «The Central Advocate» і «Hamley Bridge Express» ")
- видання було припинено на п'ять років, з 19 червня 1941 року, і відновлено як Post-War Series 4 липня 1946 року
- перейменована на Plains Producer у 1983 році

Також у місті друкується ще одне видання — Two Wells and Districts Echo. Головний офіс компанії Papers & Publications, яка випускає обидві публікації, знаходиться на вулиці Гав.

## Мистецтво і спорт
Балаклавський гоночний клуб, заснований у 1903 році, може похвалитися найдовшою трасою в Південній Африці, проводячи 13 гоночних змагань протягом року, головною подією яких є Кубок Балаклави.
Кінні перегони «Кубок Балаклави» проходить у першу середу кожного вересня.

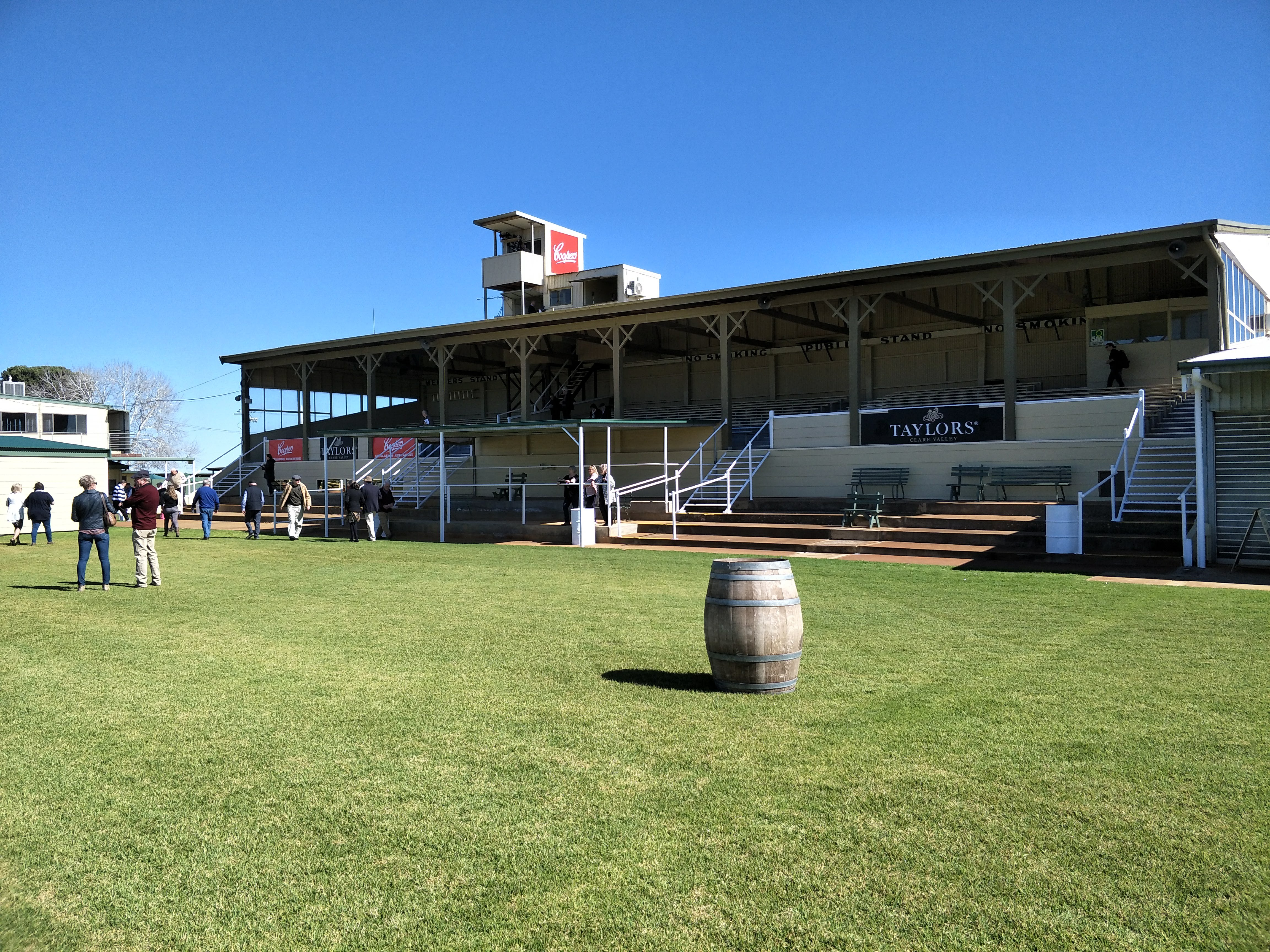
Трибуна спадщини Балаклавського іподрому сьогодні

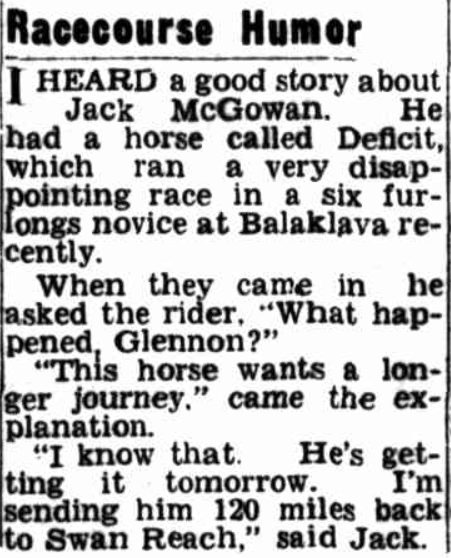
Гумор Джека на Балаклавських перегонах. Історія про легенду перегонів Джека Макгоуена на Балаклавських перегонах, опублікована в газеті Adelaide Chronicle в 1952 році. (Інформацію про Джека див. у розділі Бруклінський парк).

У вересні кожного року тут також проводиться сільськогосподарська виставка. Ця масштабна подія демонструє численні досягнення регіону в сільському господарстві, верховій їзді, випічці, мистецтві, досягнення місцевих шкіл, а також багато цікавих речей для сімейного відпочинку.
Балаклава добре відома в музичних, театральних і шкільних спільнотах Південної Австралії своїм інтересом і підтримкою сценічного мистецтва. Балаклавське товариство Айстедвод наприкінці липня/початку серпня щороку проводить власну музику та виступ/драму Айстедвод. Він проводиться з 1997 року і є великою подією для селища.
Балаклавська громадська організація «истецтв Балаклавської громади» існує з 1982 року і завжди підтримувала візуальне та перформативне мистецтво. Галерея «Балаклавський суд» була створена в рамках «Мистецтв Балаклавської громади» і зараз проводить широко відомі виставки та конкурси з образотворчого мистецтва. Група «Мистецтво Балаклавської громади» продовжує розвивати місцеві художні таланти і розважати громаду виконавським мистецтвом як місцевих, так і приїжджих артистів, просуваючи мистецтво серед широкої громадськості.
У Балаклаві є кілька спортивних споруд і клубів, де регулярно проводяться змагання, наприклад, місцевий баскетбол і теніс влітку, місцевий футбол і нетбол взимку, а також корти для сквошу, які відкриті цілий рік. Футбольне поле і майданчики для баскетболу, нетболу та тенісу розташовані в одному місці. У Балаклаві є власний басейн, відкритий з листопада по квітень кожного року.
Балаклавський гольф-клуб — це 18-лункове поле для гольфу довжиною 5 987 метрів (19 642 фути), яке повністю зрошується цілий рік і має клубні приміщення. Балаклавський дельтапланерний клуб розташований у Вітварті, за 10 кілометрів на північний захід від селища. Польоти зазвичай проводяться кожні вихідні або за попередньою домовленістю.

## Галерея

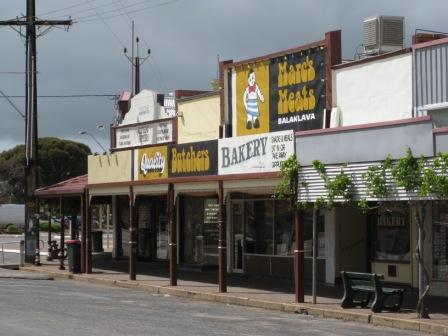
Магазини на головній площі
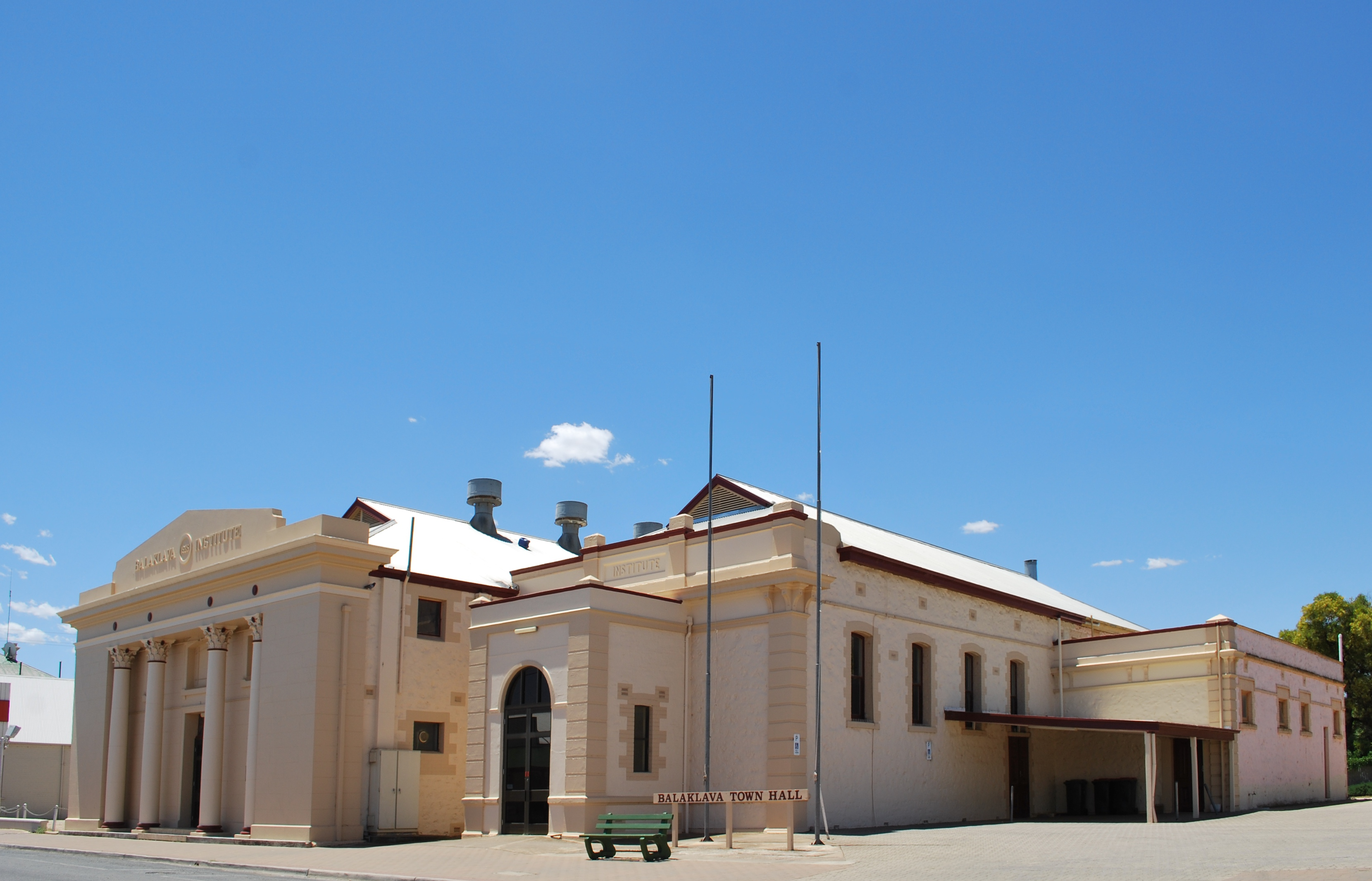
Ратуша та інститут
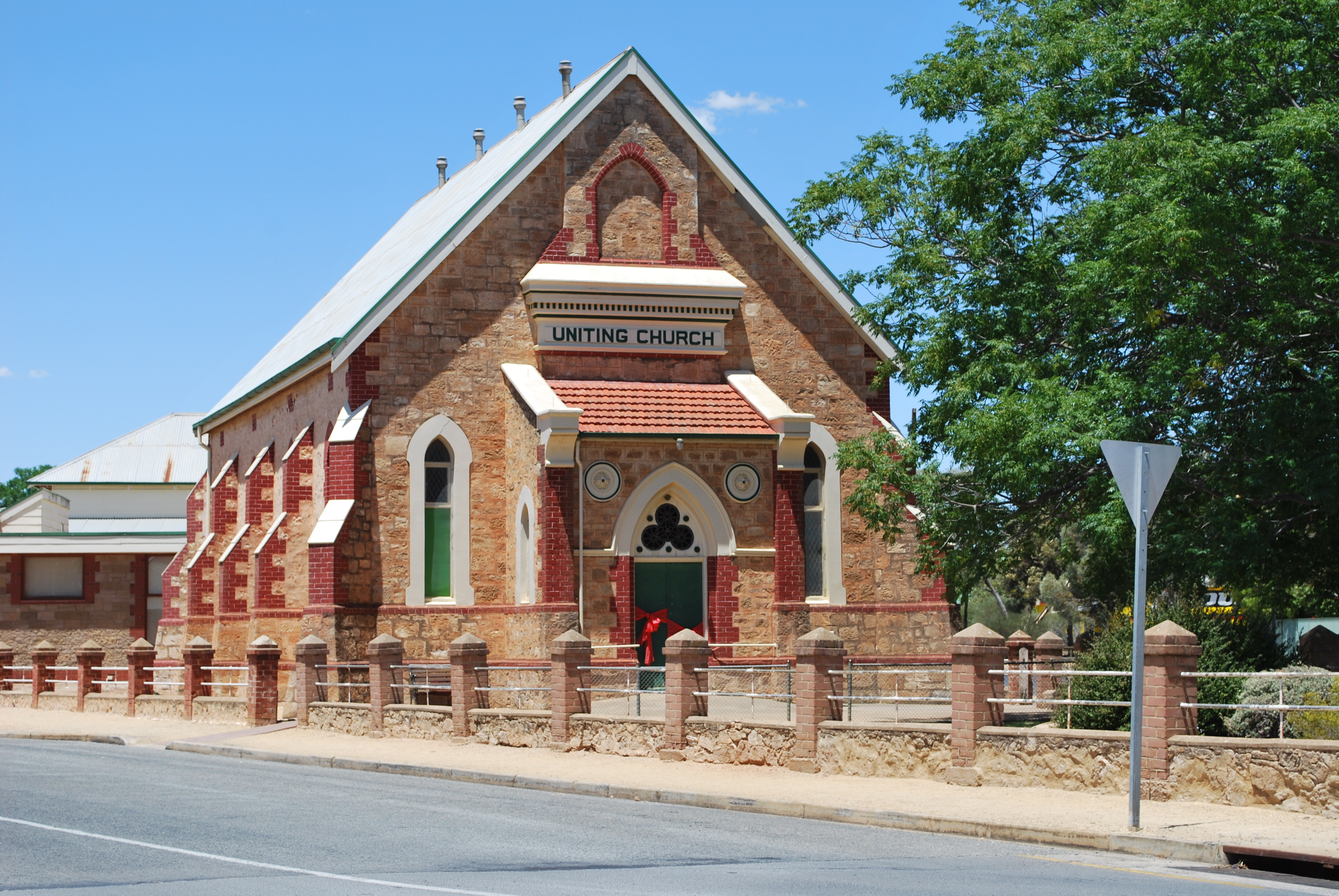
Церква
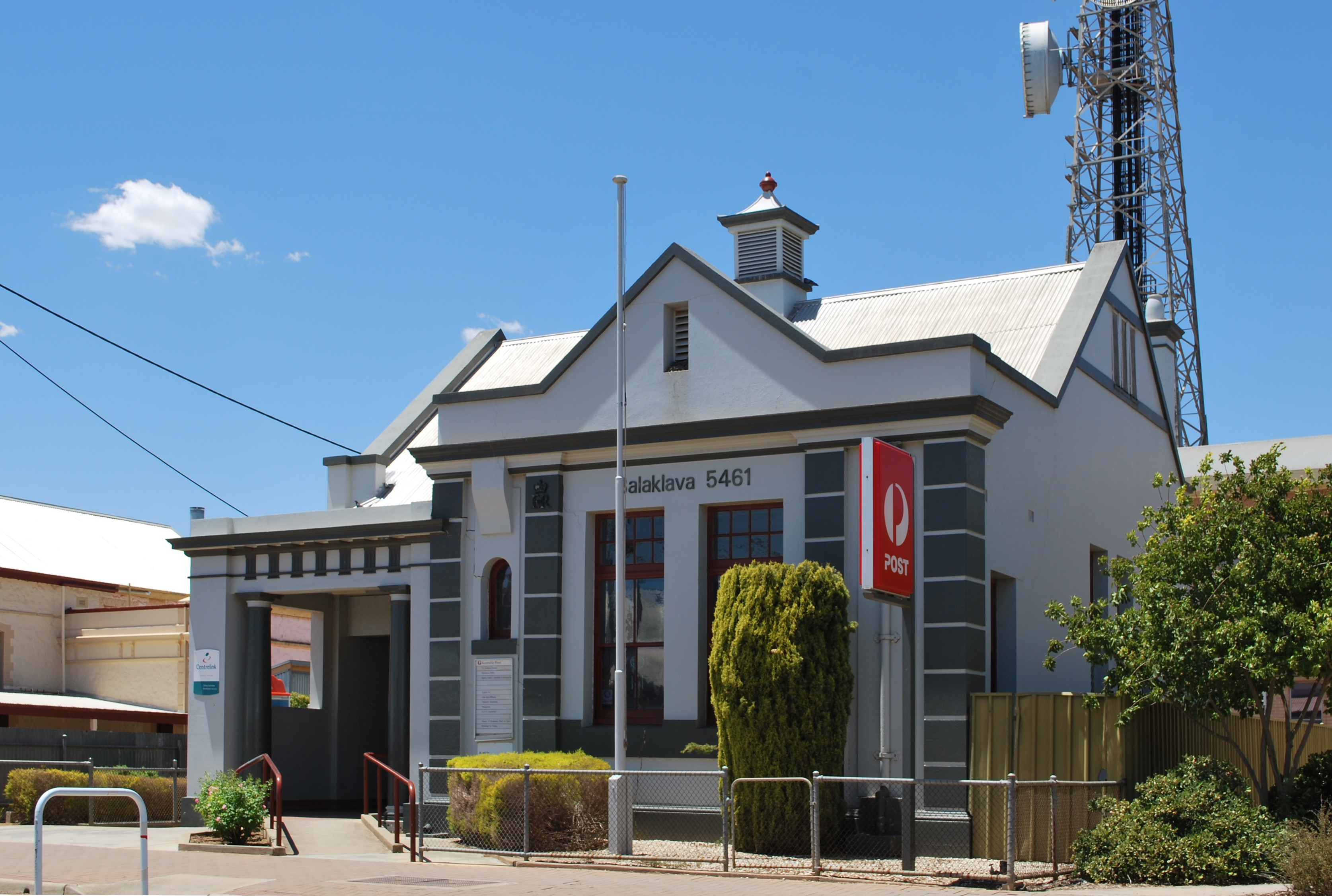
Пошта